# Talsperre Big Dalton
Die Talsperre Big Dalton (englisch Big Dalton Dam) liegt in den San Gabriel Mountains im Los Angeles County des US-Bundesstaates Kalifornien. Sie staut den Big Dalton Canyon. Die Stadt Glendora liegt ungefähr sechs Kilometer südwestlich.
Die Talsperre wurde von 1927 bis 1929 durch den Los Angeles County Flood Control District errichtet. Sie dient dem Hochwasserschutz. Die Talsperre wird vom Los Angeles County Department of Public Works betrieben.

## Absperrbauwerk
Das Absperrbauwerk ist eine Kombination aus Pfeilerstaumauer und Mehrfachbogenstaumauer.

## Stausee
Bei Vollstau fasst der Stausee 1,3 Mio. m³ (1,7 Mio. cubic yards) Wasser. Die Sedimentablagerungen im Stauseebecken wurden bereits mehrmals durch Ausbaggern entfernt.